# Meridorma
Meridorma é um gênero de traça pertencente à família Agonoxenidae.